# 謝彬
謝彬（1515年—1587年），字文華，號吾溪，福建漳州府龍溪縣人，民籍，明朝政治人物。

## 生平
嘉靖十六年（1537年）丁酉科福建鄉試第九十名舉人，二十三年（1544年）中式甲辰科會試第二百一十一名，二甲第十四名進士。授戶部雲南司主事，管揚州鈔關，升南京戶部郎中，三十七年（1558年）出為廣州府知府，升山東按察司副使。

## 家族
曾祖謝興邦；祖父謝崇顯；父謝正雄，母林氏。慈侍下。弟謝彭、謝彩、謝彥。